# Chloroclystis bowringi
Chloroclystis bowringi là một loài bướm đêm trong họ Geometridae.